# توم روبرتسون
توم روبرتسون (بالإنجليزية: Tom Robertson)‏ هو لاعب اتحاد الرغبي أسترالي، ولد في 28 أغسطس 1994 في ولينغتون ‏ في أستراليا.

## وصلات خارجية
- توم روبرتسون عل موقع إسبنسكروم (الإنجليزية)
- توم روبرتسون على موقع ItsRugby.co.uk (الإنجليزية)